# Glynis Johns
Glynis Olivia Johns (Pretória, 5 de outubro de 1923 – 4 de janeiro de 2024) foi uma atriz, dançarina, musicista e cantora aposentada britânica. Reconhecida como um ícone da tela e do palco, Johns tem uma carreira de oito décadas, nas quais apareceu em mais de 60 filmes e 30 peças. Ela recebeu prêmios e indicações em várias denominações de prêmios de drama, incluindo o National Board of Review of Motion Pictures, o Oscar, o Globo de Ouro, o Laurel Awards, o Tony Awards, o Drama Desk Awards e o Laurence Olivier Awards, no qual ela ganhou dois terços de suas indicações. Como uma das últimas estrelas sobreviventes do Era de Ouro de Hollywood e dos anos clássicos do cinema britânico, ela teve vários recordes de longevidade em seu nome.
Nascida em Pretória, África do Sul, enquanto seus pais estavam em turnê, Johns fez diversas aparições no palco ao longo da década de 1920 e início da década de 1930. Sua família retornou ao Reino Unido, onde foi educada em Londres e Bristol. Ela foi aclamada por suas habilidades de dança e considerada dançarina de palco desde o início da adolescência, fazendo sua estreia nas telas em 1938 com a adaptação cinematográfica do romance póstumo de Winifred Holtby, South Riding. Ela ganhou destaque na década de 1940 após seu papel como Anna no filme de drama de guerra 49th Parallel (1941), pelo qual ganhou o prêmio National Board of Review de Melhor Atuação, e estrelando papéis em Miranda (1948) e Third Time Lucky (1949).
A produção conjunta anglo-americana No Highway in the Sky (1951) foi o primeiro papel de Johns no cinema de Hollywood. Ela continuou ao longo das décadas seguintes com papéis principais no Reino Unido e no exterior, incluindo The Weak and the Wicked (1954), Mad About Men (1954), The Court Jester (1955), The Sundowners (1960), The Cabinet of Caligari (1962), The Chapman Report (1962) e Under Milk Wood (1972). Conhecida pela qualidade sussurrante de sua voz rouca, Johns cantou canções escritas especificamente para ela tanto na tela quanto no palco, incluindo "Send In the Clowns", composta por Stephen Sondheim por A Little Night Music da Broadway, no qual ela originou o papel de Desiree Armfeldt e pelo qual ganhou o Tony Award de melhor atriz em musical e Drama Desk Award de Melhor Atriz em Musical e "Sister Suffragette", escrito pelos irmãos Sherman para o filme musical de Walt Disney, Mary Poppins, no qual ela interpretou Winifred Banks e pelo qual ganhou o Prêmio Laurel de Melhor Performance Feminina Coadjuvante.
Com a morte de Olivia de Havilland em 2020, Johns se tornou a mais velha indicada ao Oscar viva em qualquer categoria de atuação e em 2021, com a morte de Betty White, ela se tornou a mais velha lenda viva da Disney.

## Juventude e educação
Johns nasceu em uma família teatral. Sua mãe era Alyce Steele-Wareham, uma pianista concertista nascida na Austrália que estudou em Londres e Viena. Originalmente de ascendência inglesa, a família de Alyce encontrou fama como atores, cantores e músicos, viajando pela Austrália, Nova Zelândia e África do Sul com seus programas musicais; sua mãe, Elizabeth Steele-Payne, foi uma das primeiras violinistas talentosas de seu tempo. O pai de Johns era o ator galês Mervyn Johns, que se tornou uma estrela do cinema britânico durante a Segunda Guerra Mundial e trabalhou regularmente no Ealing Studios. Através dele, Johns é primo do juiz britânico John Geoffrey Jones. Alyce e Mervyn se conheceram enquanto estudavam em Londres, ele na Royal Academy of Dramatic Art e ela na Royal Academy of Music. Eles se casaram em 17 de novembro de 1922 em St. Giles, Londres, e começaram a fazer turnês com a companhia de teatro de sua família. Em 5 de outubro de 1923, enquanto viajava por Pretória, África do Sul, nasceu sua única filha, Glynis Margaret Payne Johns, nomeada em homenagem a sua avó paterna, Margaret Anne Samuel, e sua avó materna, Elizabeth Steele-Payne. Mais tarde, ela se tornou a quarta geração da família de sua mãe a atuar no palco.
A família voltou para a Inglaterra poucos meses depois de ela nascer. Aos cinco anos, ingressou na London Ballet School; aos seis, ela foi aclamada na Grã-Bretanha como uma maravilha da dança; aos dez anos, ela trabalhava como instrutora de balé; e aos onze anos ela se formou para lecionar. Na esperança de estudar no Sadler's Wells Ballet aos doze anos, ela foi matriculada na Clifton High School em Bristol, equilibrando a academia com as duas horas por semana que passava na Cone School of Dancing (que mais tarde se fundiu com a Ripman School para formar a Tring Park School for the Performing Arts). Como estudante de dança, Johns acumulou cerca de 25 medalhas de ouro. Além de sua educação em Clifton , ela também frequentou a South Hampstead High School em Londres, onde foi contemporânea de Dame Angela Lansbury.

## Carreira

### Décadas de 1920 a 1930: começos
Johns fez sua estreia teatral em outubro de 1923, com apenas três semanas de idade, levada aos palcos de Londres por sua avó, Elizabeth Steele-Payne, uma violinista-empresária, que herdou a produtora de seu pai.
Em 1931, aos oito anos, Johns foi escalado como Sonia Kuman em Judgment Day, de Elmer Rice, no Phoenix Theatre, em Londres. Ela atuou ao lado dos atores de teatro Sir Lewis Casson, Ronald Adam e George Woodbridge, que interpretaram o Juiz Vlora, o Juiz Tsankov e o Juiz Sturdza respectivamente. Quando criança, bailarina em 1935, Johns interpretou Ursula em Buckie's Bears; esta produção durou de 27 de dezembro de 1935 a 11 de janeiro de 1936 no Garrick Theatre. Sua proficiência em dança a levou a participar de diversas peças infantis ao longo da década de 1930, principalmente durante as férias de Natal. Ela foi descoberta por um empresário e posteriormente escalada para sua primeira grande produção teatral, como a filha de Napoleão na curta peça de 1936, St Helena no The Old Vic; ela participou das produções de The Children's Hour e The Melody That Got Lost no mesmo ano. Depois disso, ela foi reformulada como Sonia Kuman na produção de 1937 de Elmer Rice de Judgment Day (desta vez no Strand Theatre de Londres), na peça de J. M. Barrie de 1937, A Kiss for Cinderella, e na peça de Esther McCracken de 1938, Quiet Wedding, em que interpretou a dama de honra Miranda Bute no Wyndham's Theatre, em Londres.
Johns fez sua estreia nas telas em 1938 com a adaptação cinematográfica de Victor Saville do romance South Riding de Winifred Holtby, no qual ela interpretou Midge Carne, filha do aspirante a político Robert Carne (interpretado por Ralph Richardson). Ela teve pequenos papéis no filme policial de 1938 de David Evans, Murder in the Family e dois filmes de Brian Desmond Hurst: seu filme policial em preto e branco de 1938, Prison Without Bars e o thriller de 1939, On the Night of the Fire (no qual ela foi novamente escalada ao lado de Ralph Richardson).

### Década de 1940: Avanço

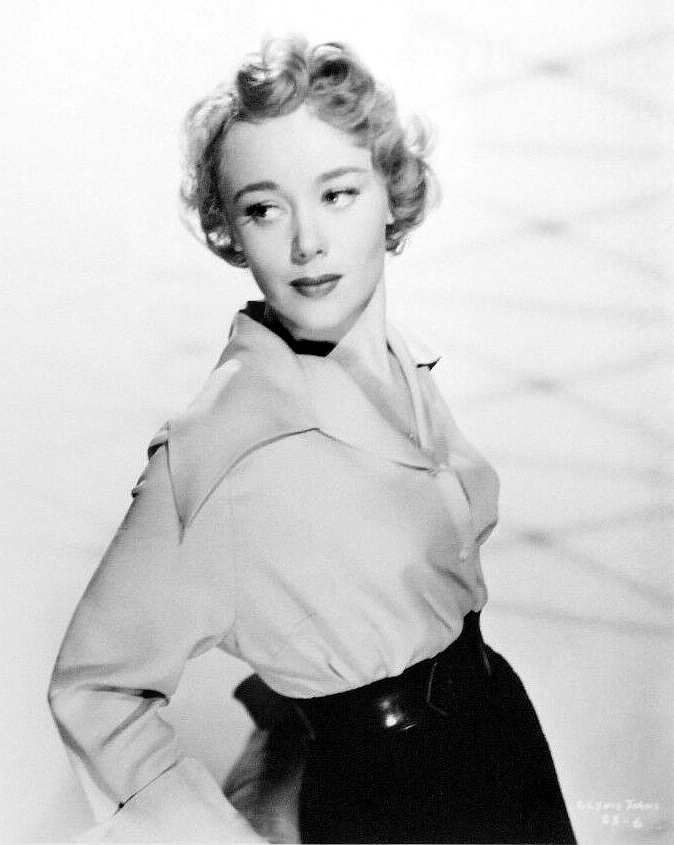
Foto publicitária de Johns

O trabalho teatral e cinematográfico de Johns no final da década de 1930 lançou as bases para sua carreira cinematográfica na década de 1940. Ela fez em média um filme e meio por ano ao longo da década, começando em 1940 com Under Your Hat, no qual interpretou Winnie, uma personagem coadjuvante ao lado de Jack Hulbert e Cicely Courtneidge. A cena de Johns no drama histórico britânico de 1941, The Prime Minister as Miss Sheridan, não foi incluída na versão final, embora seu papel no filme de drama de guerra britânico e canadense de 1941, 49th Parallel, no qual ela substituiu Elisabeth Bergner como Anna, lhe rendeu o prêmio National Board of Review de Melhor Atuação e aclamação internacional. Ela continuou com papéis coadjuvantes como a lutadora da resistência romena Paula Palacek no filme de espionagem britânico de 1943, The Adventures of Tartu, a estalajadeira sobrenatural Gwyneth (ao lado de seu pai, Mervyn Johns) no filme de drama britânico de 1944, The Halfway House, e a prima divertida de Dizzy Clayton, de Deborah Kerr, no drama britânico de 1945, Perfect Strangers, no qual ela fazia parte de um elenco muito talentoso, incluindo Deborah Kerr e Roger Moore e para o qual Robyn Karney, da Radio Times, disse que ela era "excelente". Em um papel principal, Johns interpretou Millie no filme de comédia britânico de 1946, This Man Is Mine, e a viúva de guerra Judy, no filme de drama britânico de 1947, Frieda. David Parkinson observa que Johns "parecia resumir a feminilidade britânica moderna". Por outro lado, ela foi escalada como Mabel Chiltern em An Ideal Husband (1947), a adaptação de Alexander Korda da peça de 1895 de Oscar Wilde, na qual Johns ajuda Lord Arthur Goring (Michael Wilding) a prevenir Laura Cheveley (Paulette Goddard) de destruir a reputação de seu irmão político, Sir Robert Chilton (Hugh Williams).
Por seu papel como a divertida sereia da Cornualha Miranda Trewella no filme de comédia em preto e branco homônimo de Ken Annakin de 1948, no qual ela causa estragos em uma casa de Londres, David L. Vineyard em MysteryFile escreveu que "Johns é uma revelação: longa cabelo platinado, olhos Khirghiz e aquela voz sem fôlego, perfeita para esta brincadeira sexy", com Matthew Coniam do ScreenOnline acrescentando que "Miranda ... é interpretada idealmente por Glynis Johns ... uma atriz surpreendentemente incomum que lembra Gloria Grahame, com uma voz melódica e ronronante". Como Miranda, Johns usava uma cauda feita especialmente pela The Dunlop Rubber Company e encomendada pela produtora Betty Box. O elenco incluía Griffith Jones, Googie Withers e David Tomlinson, com quem Johns mais tarde se reuniu em The Magic Box (1951) e Mary Poppins (1964). Dado o peso de sua cauda, Tomlinson lembrou-se de seu alarme por ter que carregá-la por aí. No ano seguinte, ela teve uma breve participação especial em Helter Skelter, uma comédia alegre e dispersa na qual ela novamente interpretou a sedutora sereia Miranda.
Johns estrelou mais dois filmes naquele ano. Ela foi escalada para a comédia de Thornton Freeland, Dear Mr. Prohack, uma versão moderna do romance de Arnold Bennett de 1922, Mr Prohack, adaptado na peça de Edward Knoblock. Nele, Johns interpreta Mimi Warburton, a secretária particular e interesse amoroso de Charles Prohack, interpretado por Sir Dirk Bogarde. Naquele mesmo ano, Bogarde começou um relacionamento com o ex-marido de Johns, Anthony Forwood. O elenco incluía "uma galeria vencedora de femmes fatalles". Interpretando uma personagem muito diferente dela, o autor John Reid escreveu que "Glynis Johns ... é muito melhor interpretando uma atrevida intrigante do que uma mulher honesta". Em Third Time Lucky (1949), ela interpretou Joan Burns, uma "mulher fatal capaz". Sobre esse papel, Fint no Letterboxd escreveu que "Glynis está tão cativante como sempre, seus tons roucos se aproximando de uma Jean Arthur britânica".
No palco, Johns reprisou seu papel como Miranda Bute na peça Quiet Weekend de Richard Bird, que foi exibida de 22 de julho de 1941 a 29 de janeiro de 1944 no Wyndham's Theatre em Londres. Durante The Blitz, ela foi reformulada em Judgment Day, que interpretou no Phoenix Theatre em Londres, apesar dos perigos representados pelos bombardeiros alemães. Depois disso, ela apareceu em Peter Pan no Cambridge Theatre em 1943, I'll See You Again em 1944 e Fools Rush In em 1946.

### Década de 1950: estrelato no cinema

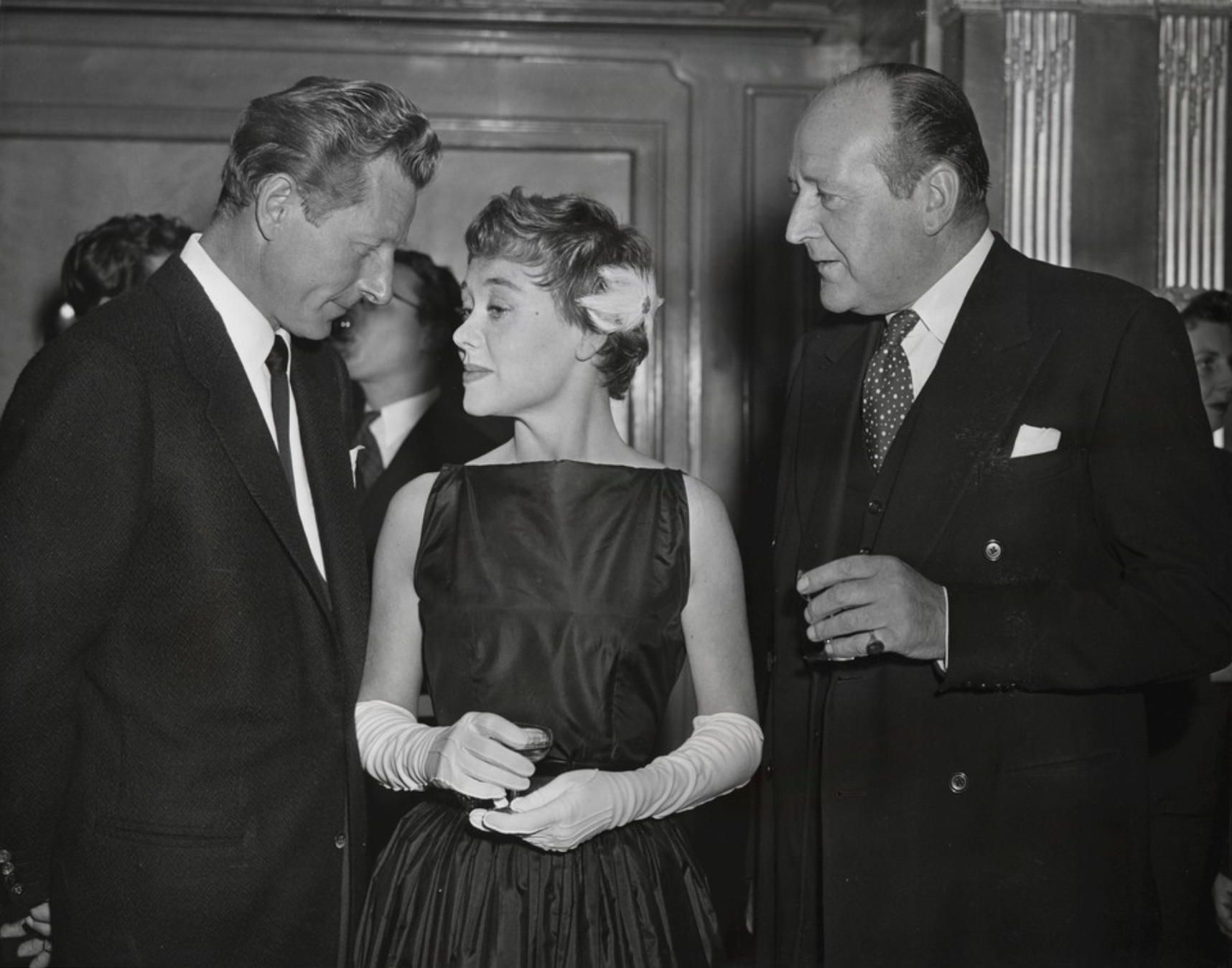
Johns com Danny Kaye e Cecil Parker em 1955

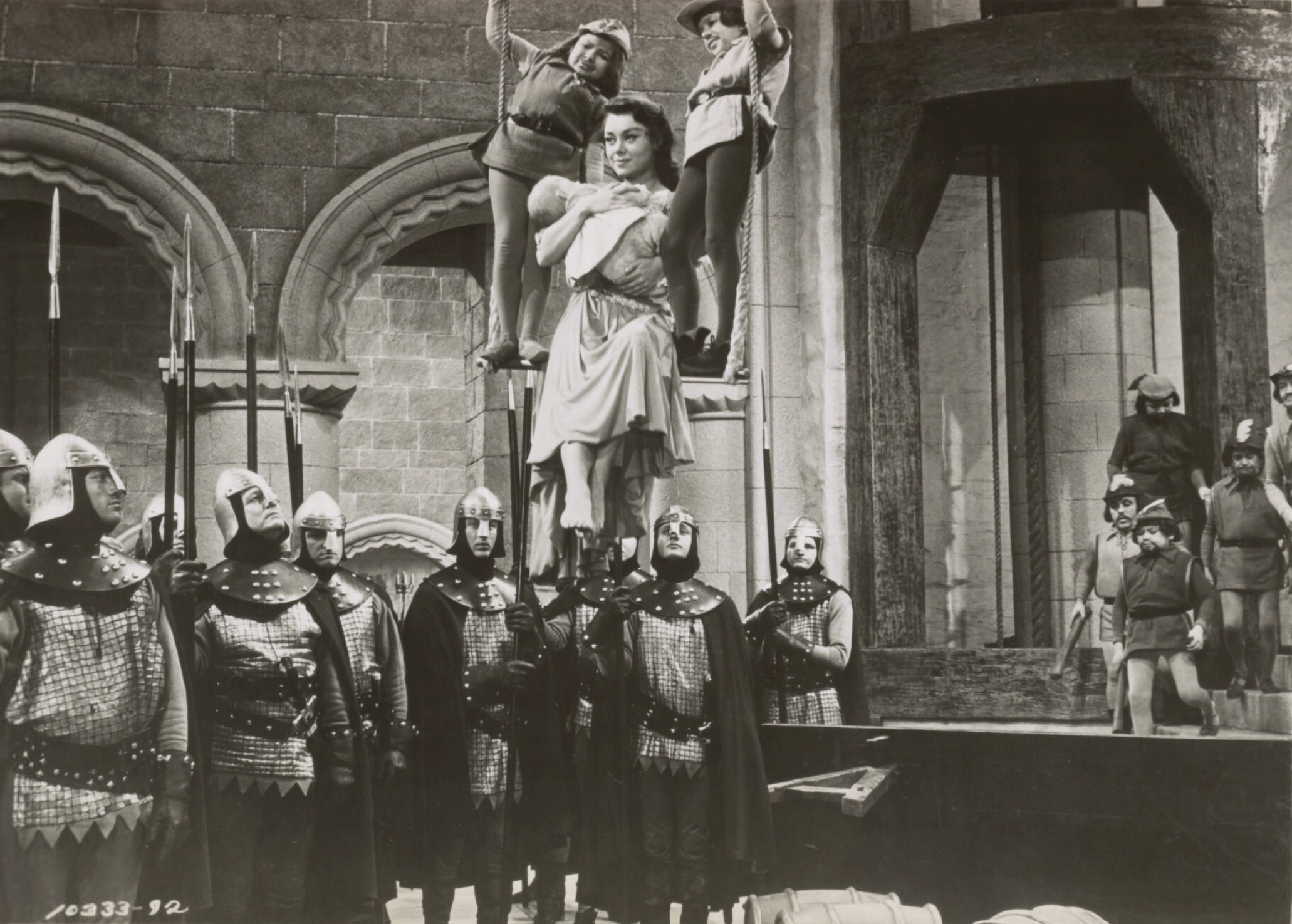
Johns com o bebê em The Court Jester (1955)

Na década de 1950, Johns teve mais papéis no cinema do que em qualquer década anterior. Seus sucessos em Miranda (1948), Third Time Lucky (1949) e outros fizeram dela um nome familiar, tanto na Grã-Bretanha quanto na América; o diretor Ken Annakin foi um dos primeiros admiradores do trabalho de Johns.
Ela permaneceu em "território noir" com o filme de drama e suspense de Sidney Gilliat, de 1950, State Secret, aparecendo ao lado de Douglas Fairbanks Jr. e Jack Hawkins; como Lisa Robinson, ela era o interesse amoroso de Fairbanks; os dois causam estragos num país fictício da Europa de Leste e acabam por fugir para a América para começarem uma nova vida juntos. Johns apoiou Richard Todd em Flesh and Blood no ano seguinte e tendo anteriormente recusado papéis em produções de Hollywood, por causa de sua devoção amorosa ao cinema britânico, apareceu no filme financiado por Hollywood No Highway in the Sky, em que as dúvidas de um especialista sobre a aeronavegabilidade de um avião são ignoradas. Como a imperturbável aeromoça Marjorie Corder, Johns apareceu ao lado de James Stewart e Marlene Dietrich nesta adaptação de Henry Koster do romance de Nevil Shute, No Highway. Depois disso, ela co-estrelou com David Niven em Appointment with Venus (1951) do diretor Ralph Thomas, que recria uma missão de guerra para resgatar uma vaca de raça pura da ilha de Amorel ocupada pelos nazistas e na qual Johns interpreta Nicola Fallaize. Ela foi um dos vários nomes do filme antológico Encore de 1951, aparecendo como a jogadora Stella Cotman, que visita Monte Carlo ao lado de Terence Morgan no segmento "Gigolo and Gigolette". Agora muito requisitado, Johns estrelou como May Jones no filme de drama biográfico da Technicolor de John Boulting, The Magic Box, do mesmo ano. Em maio, Johns é apresentada ao pioneiro do cinema Robert Donat, por Richard Attenborough. Em The Card (1952), uma adaptação "divertida" do romance homônimo de Arnold Bennett, ela era o principal interesse amoroso de Alec Guinness, a professora de dança Ruth Earp, para o qual Bosley Crowther do The New York Times escreve que "a jovem autopropulsora de Miss Johns é um pacote de astúcia feminina ".
Johns fez sua estreia na televisão em 1952 com a série Little Women, de Fletcher Markle, ganhador do Emmy. Ela apareceu em apenas um episódio: Lilly, the Queen of the Movies, da 4ª temporada, como Lily Snape. Seus créditos na televisão da década de 1950 incluem breves aparições na série de antologia de Hollywood Lux Video Theatre (no episódio Two For Tea de 1953), na série de antologia de Errol Flynn The Errol Flynn Theatre (nos episódios de 1956 The Sealed Room como Lou McNamara e The Girl in Blue Jeans como a garota Susan Tracey), a série de antologia da CBS Schlitz Playhouse of Stars (no episódio de 1957 The Dead Are Silent), e a série dramática e de variedades da ABC The Frank Sinatra Show (no episódio de 1958 Face of Fear como Christopher Nolan).
Johns se reuniu com Richard Todd para dois espadachins feitos para Walt Disney: The Sword and the Rose (1953), dirigido por Ken Annakin, e Rob Roy, the Highland Rogue (1953). Ao mesmo tempo, ela fez Personal Affair, um drama britânico estrelado por Gene Tierney e dirigido por Anthony Pelissier, no qual Johns interpreta a adolescente Barbara Vining que persegue sua professora de latim, Kay Barlow de Leo Genn. No ano seguinte, Johns teve o papel principal no filme dramático de J. Lee Thompson, The Weak and the Wicked, ao lado de Diana Dors e Rachel Roberts, interpretando uma prisioneira de classe alta, Jean Raymond, que foi incriminada por sua amiga e pela qual Johns foi amplamente elogiado. Johns fez outro para Annakin, The Seekers (1954), e então co-estrelou com Robert Newton em The Beachcomber (1954). Ela interpretou a missionária cristã em ambos os filmes, aparecendo respectivamente como Marion Southey, a noiva de Philip Wayne, de Jack Hawkins, que busca estabelecer o cristianismo na Nova Zelândia do século 19, e Martha Jones, que busca apresentá-lo às Ilhas Welcome. Por ambos, ela recebeu £ 12 500 por foto.
Em 1954, Johns foi uma dos cinco jurados a supervisionar a final do Concurso Nacional de Beleza para Banhos em Morecambe, Inglaterra, onde Pat Butler foi declarada vencedora. Sentada ao lado do editor do jornal Charles Eade, Johns era a mais jovem e única juíza.
O filme de comédia da Technicolor de Ralph Thomas, Mad About Men, de 1954, estrelou Johns ao lado dos atores Donald Sinden e Anne Crawford nesta sequência de Miranda. Johns estrelou como Jo Luton na comédia de Roy Boulting de 1955, Josephine and Men, um filme de comédia romântica em que o tio Charles Luton (Jack Buchanan) examina os relacionamentos de sua sobrinha, e apoiou Danny Kaye na filme de comédia musical medieval de drama e fantasia de romance The Court Jester do mesmo ano, interpretando Jean com "precisão astuta". Apesar de ter o maior orçamento de qualquer comédia feita na época, The Court Jester foi mal recebido nas bilheterias. Quando o episódio Doctor's Orders de Star Trek: Enterprise foi ao ar em 2004, Johns fez uma aparição surpresa quando um clipe de The Court Jester foi mostrado na tela.
Annakin escalou Johns novamente em Loser Takes All (1956), no qual ela interpreta uma recém-casada que perde a paciência com seu marido jogador interpretado por Rossano Brazzi, e ela foi um dos muitos atores que fizeram participações especiais em Around the World in 80 Days (1956), aparecendo ao lado de Hermione Gingold nas cenas finais. Ao lado de Cameron Mitchell, Johns estrelou o filme de melodrama da Technicolor de 1957, All Mine to Give, baseado no romance de Dale Eunson e sua esposa Katherine Albert. Johns retornou à Grã-Bretanha para fazer Another Time, Another Place (1958) com Lana Turner e estrelou como Kitty Brady em Shake Hands with the Devil (1959), no qual ela estava "maravilhosa como sempre".
No West End, Johns estrelou duas produções de 1950: Fools Rush In no Fortune Theatre e The Way Things Go no Phoenix Theatre. Ela fez sua estreia na Broadway em 1952, quando recebeu o papel-título em cinco produções da comédia de Enid Bagnold, Gertie. Johns retornou aos Estados Unidos em 1956 para desempenhar novamente o papel-título, desta vez em uma produção revival da Broadway de Major Barbara, de George Bernard Shaw.

### Década de 1960: sucesso contínuo

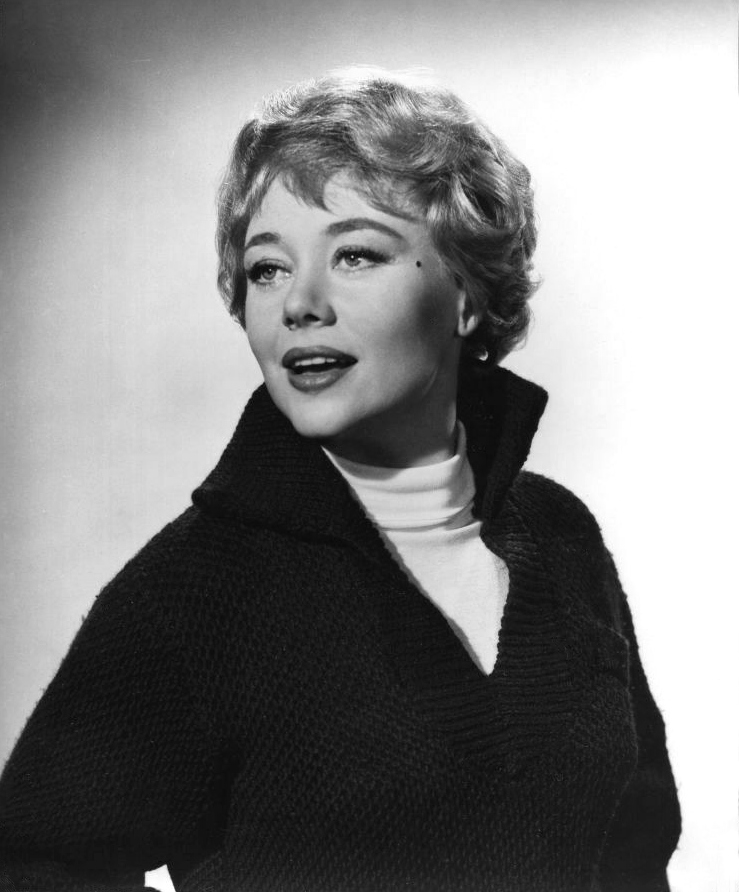
Foto publicitária de estúdio de Johns em 1959

Em 1960, Johns estrelou como Clarissa Hailsham-Brown no filme de mistério de Godfrey Grayson, The Spider's Web, uma adaptação cinematográfica da peça homônima de 1954 de Agatha Christie, e para a qual o autor americano Matthew Bunson escreve que "Apesar de seu orçamento muito modesto, The Spider's Web foi capaz de atrair os talentos consideráveis de Glynis Johns". Johns teve um papel coadjuvante em The Sundowners (1960), para o qual a Variety escreveu que "Glynis Johns é uma delícia vivaz", com Bosley Crowther do The New York Times acrescentando que seu papel como a senhoria australiana Sra. Firth (que lhe rendeu uma indicação ao Oscar de Melhor Atriz Coadjuvante) foi "interpretado ricamente" e com efervescência. Johns estrelou o remake de The Cabinet of Caligari (1962) como a facilmente ofendida e frequentemente assustada Jane Lindstrom, e ela foi uma das quatro estrelas do filme dramático da Technicolor de 1962, The Chapman Report. Durante as filmagens de sua primeira cena no Chapman Report com o diretor George Cukor, ele a chutou na canela. Embora tenha sido um "chute sutil", foi descrito como um "ataque não provocado" e por Johns como "tão inesperado que fiquei surpresa". No set, as tensões eram altas, embora ela e Cukor mais tarde rissem disso e ele notasse que ela estava "maravilhosa no filme". No ano seguinte, Johns apoiou Jackie Gleason na adaptação de George Marshall do livro de memórias homônimo de Corinne Griffith, Papa's Delicate Condition, um papel descrito por Jeffrey Kauffman como "bem discreto".

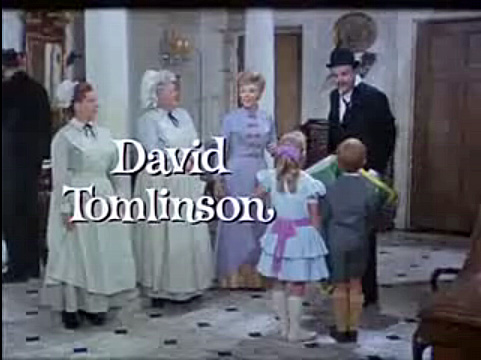
Johns como Winifred Banks no trailer de Mary Poppins (1964)

Mary Poppins (1964) é considerada a maior conquista de Walt Disney em live-action e é o único de seus filmes que recebeu uma indicação ao Oscar de melhor filme durante sua vida. Nele, Johns interpreta Winifred Banks, esposa de George Banks, mãe de Jane e Michael, e membro do movimento sufragista "Votes for Women" de Emmeline Pankhurst, ao qual ela é totalmente dedicada. Quando foi abordada pela primeira vez por Walt Disney, Johns pensou que seria para interpretar o papel-título de Mary Poppins (interpretada por Dame Julie Andrews), não a Sra. Banks. Para garantir que ela aceitasse, ele explicou o acidente durante o almoço e providenciou para que os irmãos Sherman escrevessem para ela um número musical: a música "Sister Suffragette", uma canção de protesto pró-sufrágio pastiche, foi escrita em 1964 com ela em mente. "Johns é cativante como a mãe", escreveu James Powers do The Hollywood Reporter em 1964, "feliz como uma brincadeira em sendo acorrentada a um poste de luz pela causa... ela entra fortemente como atriz cantora".
No ano seguinte, Johns foi escalada para a comédia familiar DeLuxe Color de Henry Koster, Dear Brigitte como a esteta Vina, esposa de James Stewart, com quem ela atuou pela primeira vez 14 anos antes em No Highway in the Sky. Ela apareceu em vários papéis de personagem no filme de comédia americano de 1968, Don't Just Stand There!, escrito por Charles Williams, e a comédia britânica de 1969, Lock Up Your Daughters, dirigida por Peter Coe.
Johns foi escalada em 1961 para o drama policial da ABC/Warner Bros. The Roaring 20s. Ela interpretou Kitty O'Moyne, uma imigrante irlandesa que cai no porto ao chegar aos Estados Unidos. No episódio A Game for Alternate Mondays da temporada de televisão de 1962-63, Johns estrelou a série de antologia da CBS The Lloyd Bridges Show, interpretando a viúva Leah Marquand, com Leslye Hunter como sua filha Isabella. Em 5 de agosto de 1963, Vacation Playhouse estreou na CBS com o episódio Hide and Seek. O título provisório original da série era The Glynis Johns Show; nele, Johns interpretou a neófita escritora de mistério e detetive amadora Glynis Granvile. No outono daquele ano, ela e Keith Andes estrelaram como um casal em sua série de televisão homônima da CBS, Glynis, na qual ela novamente interpretou Glynis Granville e Andes, uma advogada de defesa criminal. Devido à pressão do game show The Virginian, da NBC, e The Price Is Right, de Bill Cullen, na ABC, o programa foi cancelado após treze episódios. Em 1965, quando a CBS refez a série como um substituto de verão para The Lucy Show, Glynis classificado em 6º lugar nas classificações da Nielsen. Johns permaneceu ocupado na tela, aparecendo como Steffi Bernard no episódio Who Killed Marty Kelso? da série policial da ABC, Burke's Law, ao lado de Gene Barry. Em 1967, ela apareceu em 4 episódios da série de televisão Batman como a vilã Lady Penelope Peasoup, metade da dupla maligna com Rudy Vallée como seu irmão Lord Marmaduke Ffogg.
No palco, Johns interpretou a dama inválida em Too True to Be Good da Broadway em 1963. Ela retornou ao West End de Londres em 1966 para estrelar ao lado de Keith Michell em The King's Mare no Garrick Theatre, no qual interpretou Ana de Cleves e Michell interpretou Rei Henrique VIII. Comentando sobre a produção, S. Stanley Gordon escreve que "Os céus devem ter nos abençoado, pois recebemos a maravilhosa notícia de que... a filha favorita do teatro londrino, Glynis Johns, concordou em vir a Londres para estrelar nossa peça". A peça foi escrita pelos roteiristas romancistas Jean Canolle e Anita Loos. De 1969 até a década de 1970, Johns voltou-se cada vez mais para o trabalho no palco, aparecendo pela primeira vez em A Talent to Amuse (1969).

### Década de 1970: Transição para o palco
Na década de 1970, o foco da carreira de Johns estava no palco. Após sua aparição em produções cowardianas anteriores, Johns estrelou mais duas peças de Coward no início dos anos 1970: de 27 de janeiro de 1970 a setembro de 1970, ela esteve em Come As You Are no New Theatre e no Strand Theatre de Londres, e de 6 de março de 1972 a 12 de março de 1972. Em março de 1972, ela estava em Marquise no Bristol Hippodrome na Inglaterra.
Entre 1972 e 1973, Johns narrou vários contos de fadas e outros clássicos infantis para a Caedmon Records, a gravadora da HarperCollins Publishers. Estes incluíam Peter Pan e Branca de Neve. Alguns foram lançados anos depois.
Em 1973, Johns estava no elenco original de A Little Night Music, escrito por Stephen Sondheim, que estreou às 18h30 do dia 25 de fevereiro no Teatro Shubert, em Nova Iorque. A música "Send In the Clowns" foi escrita pensando nela. Comentando sobre o diretor Harold Prince em uma entrevista de 1973, ela diz que ele "tem olhos na parte de trás da cabeça e uma verdadeira força motriz, uma força vital. E com isso vem uma grande quantidade de loge. Ele nos chama de" tripulação " e ele mesmo "capitão", e fica com o coração partido quando a noite de estreia termina, simplesmente porque não quer ficar longe de nós. Acho que ele se apaixona por sua companhia". Por seu papel como Desiree Armfeldt, ela ganhou um Tony Award de Melhor Atriz em Musical e Drama Desk Award de Melhor Atriz em Musical. Sondheim referiu-se às suas qualidades vocais como uma "cama amarrotada"; como disse Anthony Tommasini no The New York Times: "Stephen Sondheim compôs sua canção mais famosa, "Send In the Clowns", para uma atriz praticamente sem voz, Glynis Johns, e poucos cantores genuínos a interpretaram com tanta eficácia".
Depois disso, Johns estrelou a produção de Ring Round the Moon de Joseph Hardy no Center Theatre Group, Los Angeles, de 1 de abril de 1975 a 10 de maio de 1975, com o ator de teatro Michael York. A partir de 17 de março de 1976, ela estrelou a produção de Peter Dews de 13 Rue de l'Amour no Phoenix Theatre em Londres com o ator de cinema e teatro Louis Jourdan. Esta produção foi realizada no Theatre Royal em Norwich; fechou em 8 de maio de 1976. De 1977 a março de 1978, Johns estrelou como Alma Rattenbury em Cause Célèbre, em turnê pelo Her Majesty's Theatre em Londres e Leicester Haymarket Theatre, entre outros locais. Ela foi indicada ao Prêmio Laurence Olivier de Atriz do Ano em uma Nova Peça e ganhou o Prêmio Variety Club de Melhor Atriz em reconhecimento; foi descrita como uma "peça fascinante", em parte devido ao seu elenco: "Glynis Johns foi excelente como Alma Rattenbury, e Lee Montague e Bernard Archard foram fantásticos como advogados adversários".
Os papéis de Johns no cinema na década de 1970 incluíram interpretar Myfanwy Price no filme dramático de Andrew Sinclair de 1972, Under Milk Wood, ao lado de Richard Burton e Elizabeth Taylor, Eleanor Critchit na antologia de terror de 1973 de Roy Ward Baker, The Vault of Horror (no segmento The Neat Job, um conto de discórdia conjugal), Swallow na adaptação para curta-metragem de 1974 de The Happy Prince de Oscar Wilde e Sra. Amworth na antologia de terror britânico-canadense de 1977, Three Dangerous Ladies, uma represália de o papel. Sobre sua atuação original como Sra. Amworth no curta-metragem homônimo de 1975, Ian Holloway em Wyrd Britain escreve que "a senhora titular" é "interpretada com desenvoltura extravagante pela fabulosa Glynis Johns"

### Décadas de 1980 a 1990: papéis finais
Johns apareceu na peça cômica de Noël Coward Hay Fever como Judith Bliss de 4 de agosto de 1981 a 10 de outubro de 1981 no Yvonne Arnaud Theatre em Guildford e no Theatre Royal em Nottingham. Este foi seu quarto papel na produção de Noël Coward. De 20 de novembro de 1989 a 20 de maio de 1990, ela estrelou como Lady Catherine Champion-Cheney no romance da Broadway de W. Somerset Maugham, The Circle, no Teatro Ambassador em Nova Iorque.
O trabalho de Johns nas telas da década de 1980 ficou em segundo lugar, atrás de seu trabalho no palco. Em 1982, ela foi escalada como Laura Fitzpatrick Morgan no filme biográfico americano-britânico para televisão Little Gloria... Happy at Last com Lucy Gutteridge no papel principal de Gloria Morgan Vanderbilt. Johns teve um papel principal em Nukie (1987), um filme de ficção científica sul-africano no qual interpretou a decisiva Irmã Anne ao lado dos atores Anthony Morrison, Steve Railsback e Ronald France. Em 1988, Johns deu a voz a Miss Grimwood, proprietária da Escola de Acabamento para Meninas de Miss Grimwood, em Scooby-Doo and the Ghoul School. A trama segue os personagens enquanto Miss Grimwood os contrata como professores de educação física; uma vez lá, porém, eles descobrem que na verdade é uma escola para filhas de seres paranormais. No mesmo ano, Johns estrelou Zelly and Me, um drama americano escrito, dirigido e produzido por Tina Rathborne. Nele, Johns interpreta Co-Co, a avó rica da protagonista Phoebe (interpretada por Alexandra Johnes) e uma egoísta com uma veia profundamente competitiva.
Durante a primeira temporada do seriado de sucesso da NBC Cheers, Johns estrelou como a mãe de Diane Chambers, Helen Chambers, uma viúva excêntrica que, devido a uma estipulação no testamento do falecido pai de Diane, perderá todo o seu dinheiro a menos que Diane se case com no dia seguinte. Em 1985, Johns interpretou Bridget O'Hara no episódio Sing a Song of Murder da série de drama policial da CBS, Murder, She Wrote, trabalhando novamente com Angela Lansbury. De 1988 a 1989, ela interpretou Trudie Pepper, uma idosa que vivia em uma comunidade de aposentados no Arizona, no seriado de televisão Coming of Age, também na CBS.
Seguindo trabalhos anteriores na década de 1970, Johns narrou mais dois álbuns para a Caedmon Records: The Light Princess em 1981 e Bargain for Frances and Other Frances Stories em 1984.
Em 1991, Johns voltou para A Little Night Music aos 68 anos, desta vez interpretando Madame Armfeldt, a mãe de sua personagem original Desiree, com direção de Gordon Davidson no Ricardo Montalbán Theatre em Los Angeles. Depois disso, ela estrelou como Myrtle Bledsoe na estreia de A Coffin in Egypt, de Horton Foote, de junho a julho de 1998, no Bay Street Theatre, em Nova Iorque.
Na tela, Johns teve o papel principal de Darjeeling ao lado de Honor Blackman e Derek Jacobi na série de antologia infantil americana ABC Weekend Specials (no curta The Secret Garden, que foi ao ar em 5 de novembro de 1994).
Johns apareceu em apenas três papéis no cinema ao longo da década de 1990, como a avó em cada um deles. Ela interpretou a avó que carregava uma câmera no sucesso de Sandra Bullock de 1995, While You Were Sleeping e a atrevida Vovó Rose no filme de comédia de 1994 de Ted Demme, The Ref. Sobre esse papel, Sarah, do Caution Spoilers, observa que "Glynis Johns como a terrível Rose é fantástica"; sua personagem frequentemente entrava em conflito com seu filho Lloyd Chasseur, interpretado por Kevin Spacey. Em 1998, Johns foi nomeada uma lenda da Disney na categoria de filmes. Sua última aparição no cinema até agora foi como a avó de Mary Gallagher (Molly Shannon) no filme Superstar de 1999.

## Imagem pública
Em setembro de 1946, quando ela ainda era relativamente nova na profissão, Powell and Pressburger aclamaram Johns como "uma das mais cobiçadas de todos os jovens astros britânicos". Ela foi eleita pelos expositores britânicos como a décima estrela de bilheteria mais popular em 1951 e 1952. Na época de Loser Takes All (1956), Johns era uma das principais atrações de bilheteria. Sua fama era tanta que John Lennon se referiu ao produtor Glyn Johns como "Glynis" durante todo o trabalho deste último com The Beatles.
Em 2023, Johns é a estrela viva do cinema e do palco mais antiga da Grã-Bretanha.

## Reino Unido e EUA

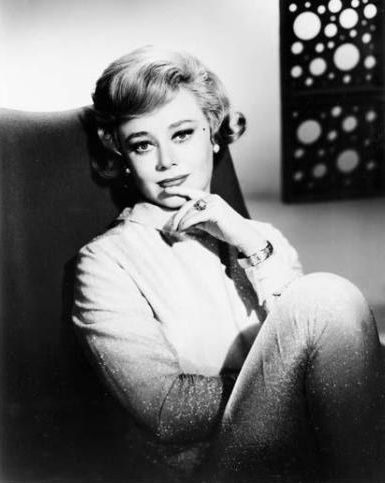
Foto publicitária de Johns

Devota do cinema britânico, Johns disse a famosa frase: "Prefiro atuar em um bom filme britânico do que na maioria dos filmes americanos que vi", embora sua inclinação pelo cinema americano não possa ser subestimada. Ela encontrou seu estrelato na Grã-Bretanha dos anos 1940 (onde seus "olhos azuis brilhantes e seu timing cômico perfeito fizeram de sua protagonista feminina mais procurada do cinema britânico") e já era uma estrela quando apareceu em No Highway in the Sky, uma produção conjunta britânica e americana produzida em 1951, e seu primeiro papel no cinema americano.
Johns tornou-se uma parte indelével da história do cinema da Grã-Bretanha e da América, mantendo simultaneamente suas carreiras britânica e americana. Após No Highway in the Sky (1951), ela assumiu cada vez mais papéis na América e em outros lugares: a maioria de seus créditos na televisão eram americanos, incluindo sua sitcom homônima de 1963, Glynis, embora seus créditos em filmes e teatro (com várias exceções notáveis) fossem Britânico.
Johns mais tarde se aposentaria para os EUA, enquanto seu filho Gareth viveu a maior parte de sua vida no Reino Unido.

## Vida pessoal
Em 1947, Johns foi a dama de honra no casamento de Muriel Pavlow e Derek Farr, que se conheceram em 1941 durante as filmagens de Quiet Wedding.

### Relacionamentos
Johns foi casada quatro vezes. Ela conheceu seu primeiro marido, Anthony Forwood, enquanto ensaiava para Quiet Wedding (1941). Um ano depois de se conhecerem, Forwood a convidou para um encontro e eles se casaram em um mês, em 29 de agosto de 1942, em Westminster, Londres. O único filho do casal, o ator Gareth Forwood, nasceu em 14 de outubro de 1945. Após um longo processo judicial, ela obteve o divórcio em 25 de junho de 1948 "por causa do adultério de seu marido".
Johns começou a namorar o produtor Antony Darnborough depois de trabalharem juntos em Encore (1951). Ele a pediu em casamento no Sunningdale Golf Club de Windsor em junho de 1951. The Daily Telegraph disse mais tarde que "o casamento deles deveria ter sido um dos mais brilhantes do show business", mas nunca aconteceu. Gertie (1951) a levou para a Broadway e o casamento foi adiado; em dezembro de 1951, foi cancelado. O ex-casal permaneceu "bons amigos" e ela apareceu em seu drama de 1953, Personal Affair.
Em 1º de fevereiro de 1952, em Manhattan, Nova Iorque, Johns casou-se com David Foster, oficial da Marinha Real e mais tarde presidente da Colgate-Palmolive. Os dois tiveram uma lua de mel atrasada de uma semana e chegaram em casa pelo aeroporto de Northolt em 3 de junho de 1952. Eles se divorciaram em 17 de maio de 1956.
Johns casou-se com Cecil Henderson, um empresário, em 10 de outubro de 1960 em Westminster, Londres. Eles se divorciaram em 21 de junho de 1962 devido à alegação dele de que ela teve um caso com o ator Robert Fitz Randolph Patten em Los Angeles. Permaneceu sem comprovação.
O quarto e último marido de Johns foi o escritor e capitão da Força Aérea dos Estados Unidos Elliott Arnold. Eles anunciaram seu noivado em 25 de junho de 1964 e se casaram em 1º de outubro em Los Angeles, Califórnia. Eles se divorciaram em 4 de janeiro de 1973.
Numa entrevista de 1973 com Robert Berkvist, Johns descreve – em sua experiência – a compatibilidade entre teatro e casamento: “Atuar é minha forma mais elevada de inteligência, o momento em que uso a melhor parte do meu cérebro. Sempre me disseram, pelos meus amigos casados, por exemplo, que eu poderia aplicar essa inteligência a outra coisa, algum outro aspecto da vida, mas não posso. Não tenho o mesmo talento em outras coisas. Sobre o assunto de um quinto casamento, ela refletiu que "eu agiria com muito cuidado nessa área. Muito suavemente. Certamente não me precipitaria em nada novamente e teria que ter muito em comum com qualquer pessoa que eu "consideraria me casar na próxima vez. Por que tantos casamentos? Foi um conservadorismo absoluto da minha parte. Fui criada para sentir que se você quisesse ter um caso com um homem, bem, você se casaria com ele".
Após a morte de sua mãe, Alyce Steele-Wareham, em 1 de setembro de 1971 em Westminster, o pai de Johns, Mervyn Johns, casou-se com a atriz Diana Churchill em 4 de dezembro de 1976 em Hillingdon, Londres.
Johns tem um neto, Thomas Forwood, escritor e diretor de cinema francês.

### Saúde e voz
Após seu casamento com David Foster em 1952, ela ficou quatorze quilos acima do peso. Em conversa com Lydia Lane, ela descreve esta provação: "Eu estava relaxada, feliz, com pouco para fazer e suponho que simplesmente não queimei tanta energia como de costume. Meu apetite permaneceu o mesmo e ganhei alguns quilos de cada vez até que um dia descobri que estava com quatorze quilos acima do peso". A solução dela foi simples: “Estou convencida de que o peso é um problema mental”, disse ela. “Contei calorias por um tempo, mas nada aconteceu até que fiquei realmente perturbado com isso. A partir daquele momento, comecei a perder peso e em três semanas voltei ao normal. O que estou tentando enfatizar é que apenas fazer dieta não é suficiente. Deve ser acompanhado por uma forte vontade e determinação para perder [peso]".
Johns já sofreu de enxaquecas graves. Em uma entrevista de 1955, ela admitiu que "Só recentemente aprendi a relaxar. E desde então, as enxaquecas que me atormentam há anos desapareceram. Finalmente aprendi a ficar quieta por dentro. Alguém me disse uma vez: ' Quando você deixa Deus saber dos seus problemas, você pode relaxar e relaxar', e descobri que isso funciona".
Poucos dias antes de Johns interpretar Desiree Armfeldt na noite de abertura de A Little Night Music em 1973, ela foi levada às pressas para o hospital para tratamento de emergência de uma infecção intestinal. A estreia foi adiada por uma semana e Tammy Grimes foi considerada uma provável sucessora, mas para choque de todos, incluindo seu médico, Johns voltou ao show depois de apenas dois dias: "Eu não deixaria mais ninguém cantar minhas músicas " ela disse.
Johns sofreu de medo do palco durante a maior parte de sua carreira. Em uma entrevista de 2023, seu neto Thomas disse: "É claro que ela parecia extremamente confiante, mas em particular ela sofreu um medo de palco bastante paralisante que nunca superou - apenas conseguiu - o que torna sua carreira ainda mais notável.
A voz de Johns foi descrita por um assessor de imprensa como "como o som de um riacho borbulhando sobre um leito de pedras". Também foi descrito como "esfumaçado", "prateado" e "melancólico".

### Longevidade
Johns faleceu antes de todos os quatro maridos. O primeiro a morrer foi seu terceiro marido, Cecil Henderson, em 1978, seguido por seu quarto marido, Elliott Arnold, em 1980, seu primeiro marido, Anthony Forwood, em 1988, e seu segundo marido, David Foster, em 2010. Ela é também falecida por seu filho, Gareth Forwood, que morreu em 2007 de câncer e ataque cardíaco. Em 5 de outubro de 2023, Johns completou 100 anos.
Johns atualmente reside no Belmont Village Hollywood Heights, uma comunidade para idosos localizada perto do Hollywood Bowl em Los Angeles, Califórnia.

## Advocacia
Sir Chris Bryant, deputado trabalhista por Rhondda, descreveu Johns como "um embaixador vitalício das artes criativas no Reino Unido e particularmente no País de Gales". Em 1971, Johns disse à BBC Cymru Wales que um teatro nacional no País de Gales seria uma adição positiva ao país, porque "o povo galês... ama sua arte e não é mercenário em relação a ela".

## Morte
Johns morreu no dia 4 de janeiro de 2024, aos 100 anos, vítima de causas naturais.

## Honras e prêmios
| Associações              | Ano  | Categoria                               | Nomeações            | Resultado |
| ------------------------ | ---- | --------------------------------------- | -------------------- | --------- |
| National Board of Review | 1942 | Melhor Atuação                          | 49th Parallel        | Venceu    |
| 33º Oscar                | 1961 | Melhor atriz coadjuvante                | The Sundowners       | Indicada  |
| Prêmios Globo de Ouro    | 1963 | Melhor Atriz em Filme – Drama           | The Chapman Report   | Indicada  |
| Laurel Awards            | 1965 | Melhor Performance Feminina Coadjuvante | Mary Poppins         | Venceu    |
| 7º Grammy Awards         | 1965 | Melhor Gravação Infantil                | Mary Poppins         | Venceu    |
| Tony Award               | 1973 | Melhor Atriz em Musical                 | A Little Night Music | Venceu    |
| Drama Desk Award         | 1973 | Melhor Atriz em Musical                 | A Little Night Music | Venceu    |
| Laurence Olivier Award   | 1977 | Atriz do Ano em uma Nova Peça           | Cause célèbre        | Indicada  |
| Variety Club             | 1978 | Melhor atriz                            | Cause célèbre        | Venceu    |
| Disney Legends           | 1998 |                                         |                      | Honrada   |